# Noviciat de Mariëndaal

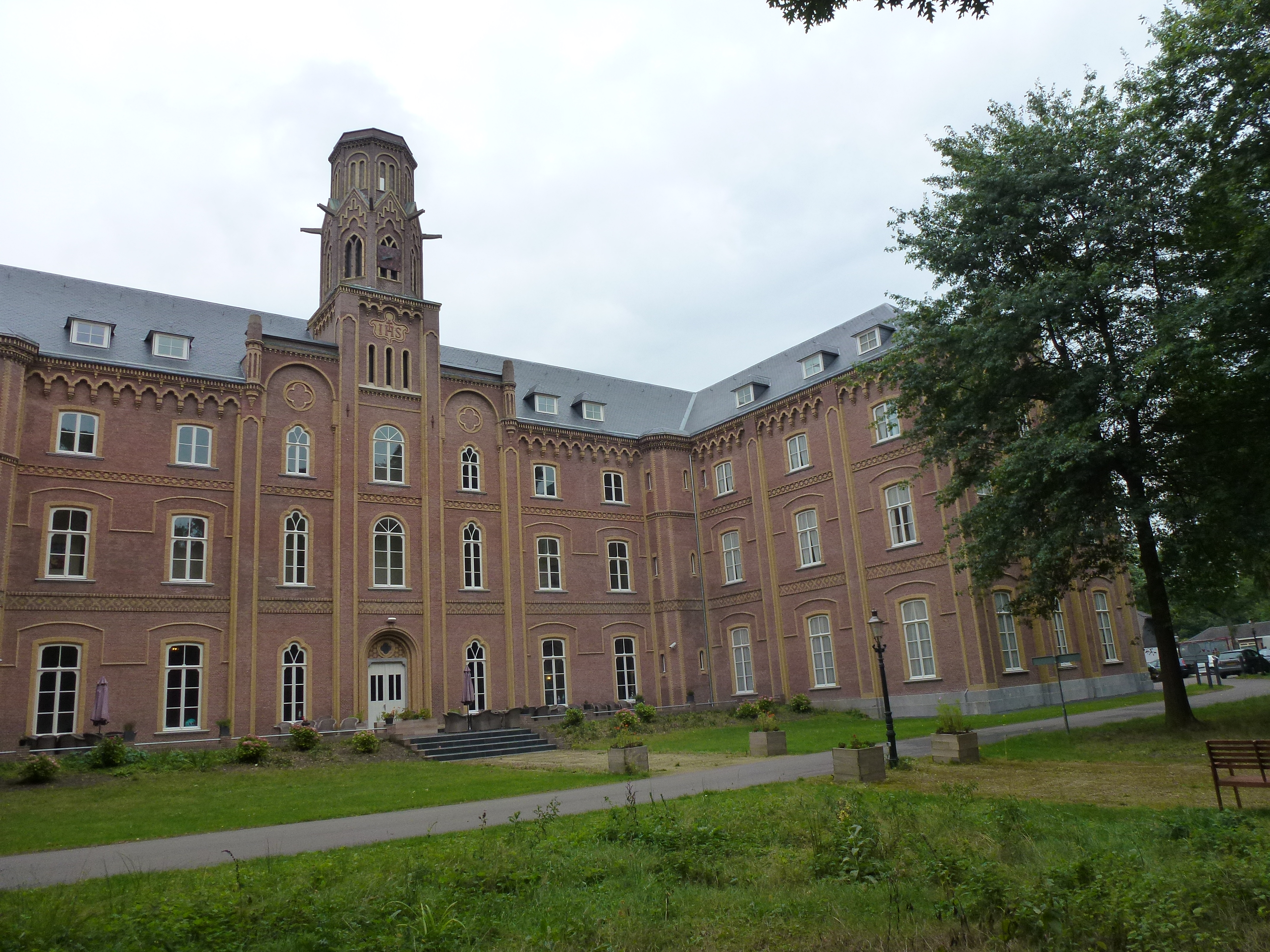
Le noviciat de Mariëndaal (après rénovation, 2013)

Le noviciat de Mariëndaal est une maison de formation spirituelle jésuite sise à Velp près de Grave aux Pays-Bas. Construit de 1862 à 1865 par le père A. Slootmaekers, il fut utilisé comme noviciat durant un siècle, jusque dans les années 1960. De nombreuses personnalités jésuites néerlandaises dont de nombreux missionnaires en Indonésie y reçurent leur initiation à la vie jésuite. Le bâtiment est classé.

## Histoire
Jusque immédiatement après la Seconde Guerre mondiale le noviciat recevait plus d’une vingtaine de candidates à la Compagnie de Jésus tous les ans. Les vocations religieuses se tarirent dans les années 1960.
En 1966 la communauté jésuite, fortement réduite, quitte Velp pour Venlo. Les bâtiments sont vendus à la ‘Fondation St Joseph' (appelée fondation ‘De Binckhof’) qui y reçoit des handicapés mentaux. Des pavillons sont construits dans le domaine pour les recevoir. Plus tard la fondation changea de nom pour devenir ‘Visor’ et ‘Closer’.
Finalement une partie du domaine est vendu à un promoteur immobilier. Abandonné pendant quelques années le bâtiment est réhabilité en 2010-2011 en appartements pour personnes âgées. En avril 2000 le bâtiment fut classé et se trouve sur la liste du patrimoine immobilier du Brabant-Septentrional (Pays-Bas) [N°513148].

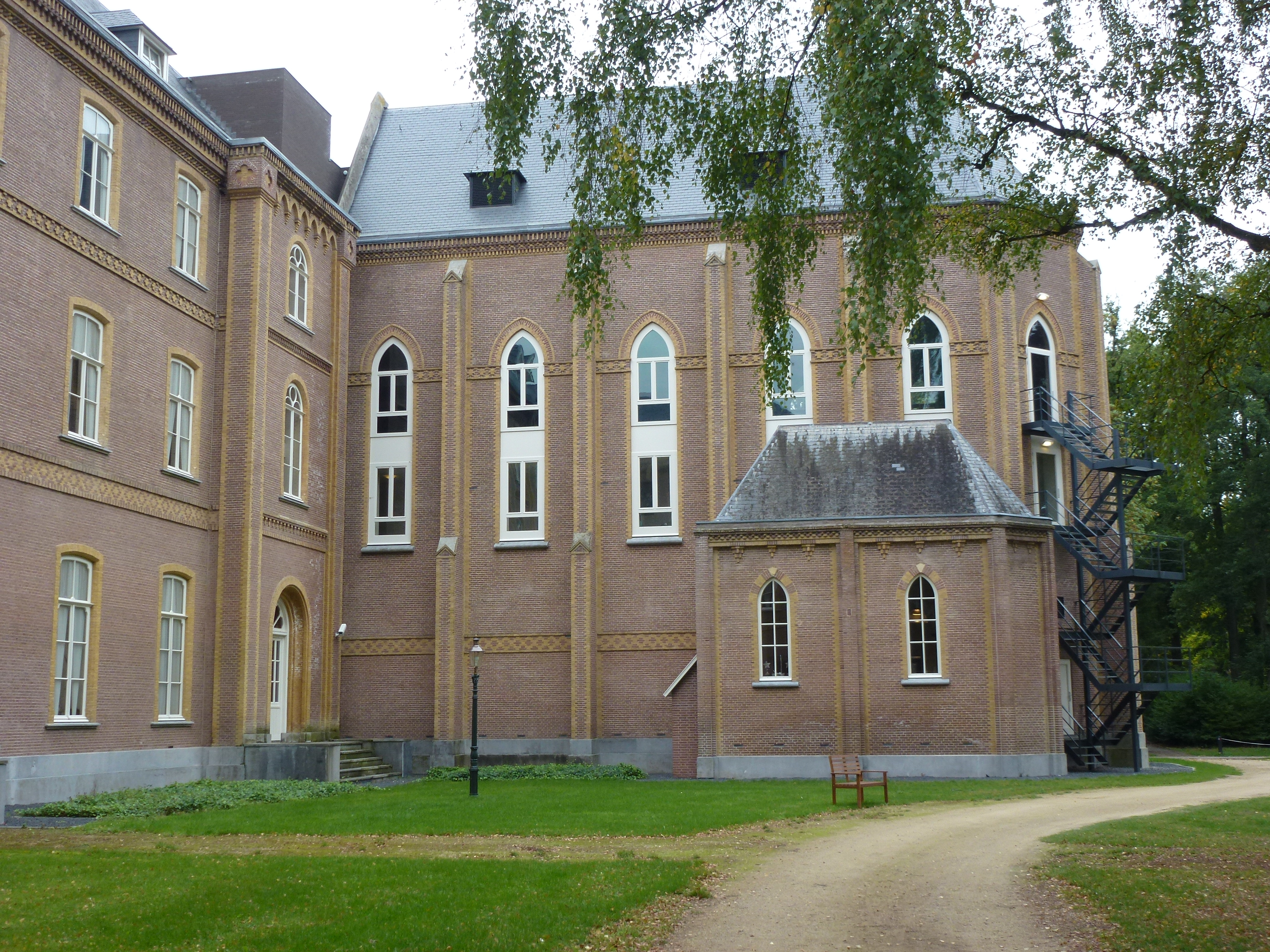
L'ancienne chapelle du noviciat

## Personnalités
De nombreuses personnalités jésuites néerlandaises firent leur noviciat à Mariendaal. Ainsi :
- Piet Schoonenberg, théologien
- Cornelius Wessels, historien
- Peter-Hans Kolvenbach, 29e Supérieur général de la Compagnie de Jésus
- Jan van Kilsdonk (nl), curé à Amsterdam
- Robert Hubert Willem Regout (nl), juriste et résistant (mort à Dachau en 1942)
- Piet Zoetmulder, missionnaire à Java et spécialiste de la langue ancienne
- Jacques van Ginneken, Linguiste
- Frans van der Lugt, missionnaire en Syrie, assassiné en 2014

Deux anciens jésuites firent également leur noviciat à Mariëndaal :
- Huub Oosterhuis (nl), poète néerlandais et liturgiste
- Bernard Huijbers (nl), compositeur de musique sacrée